# Polypauropoides lautus
Polypauropoides lautus är en mångfotingart som först beskrevs av Paul Auguste Remy 1949.  Polypauropoides lautus ingår i släktet Polypauropoides och familjen Polypauropodidae. Inga underarter finns listade i Catalogue of Life.